# Станиславова, Галина Евгеньевна
Галина Евгеньевна Станиславова (10 июня 1920, Харбин — 27 октября 2003, Саратов) — советская и российская оперная певица (лирическое сопрано), народная артистка РСФСР (1957).

## Биография
Галина Станиславова родилась 10 июня 1920 года в Харбине в семье оперной певицы А. Е. Станиславовой, которая в середине 1920-х годов выступала в Оперном театре Китайско-Восточной железной дороги там же.
В 1945 году окончила химический факультет Киевского университета. В 1948 году закончила Киевскую консерваторию имени П. И. Чайковского (класс Ю. С. Кипаренко-Даманского).
С 1948 года стала солисткой Саратовского театра оперы и балета, в театре, в котором в 1930-х годах выступала её мать. Выступала как концертная певица. Обладала сильным красивым голосом, богатым тембровыми красками, ярким драматическим талантом.
С 1967 года преподавала в Саратовской консерватории. В 1977 году стала доцентом кафедры оперной подготовки, а в 1997 году — профессором.
Умерла 27 октября 2003 года в Саратове.

### Семья
- Мать — оперная певица Александра Ефимовна Станиславова (1900—1985), народная артистка Украинской ССР.

## Награды и премии
- Заслуженная артистка РСФСР (1954).
- Народная артистка РСФСР (1957).
- Орден Трудового Красного Знамени (1960).

## Оперные партии
- «Угрюм-река» Д. Г. Френкеля — Нина
- «Таня» Г. Г. Крейтнера — Таня
- «Волшебная флейта» В. Моцарта — Памина
- «Фауст» Ш. Гуно — Маргарита
- «Кармен» Жоржа Бизе — Микаэла
- «Отелло» Дж. Верди — Дездемона
- «Богема» Дж. Пуччини — Мими
- «Чио-Чио-сан» Дж. Пуччини — Баттерфлай
- «Иван Сусанин» М. И. Глинки — Антонида
- «Русалка» А. С. Даргомыжского — Наташа
- «Евгений Онегин» П. И. Чайковского — Татьяна
- «Чародейка» П. И. Чайковского — Кума Настасья
- «Иоланта» П. И. Чайковского — Иоланта
- «Царская невеста» Н. А. Римского-Корсакова — Марфа
- «Укрощение строптивой» В. Я. Шебалина — Катарина
- «Дубровский» Э. Ф. Направника — Маша
- «Семья Тараса» Д. Б. Кабалевского — Настя
- «Дочь Кубы» К. Я. Листова — Анхела
- «Морозко» М. И. Красева — Дуня
- «Даиси» З. П. Палиашвили — Маро
- «Неуловимая» Э. Каппа — Инга
- «Тропою грома» М. Я. Магиденко — Сари
- «Святоплук» Э. Сухоня — Милена
- «Паяцы» Руджеро Леонкавалло — Недда